# Hylopetes
Genre
Hylopetes est un genre d'écureuils volants originaires d'Asie.

## Liste des espèces
Selon ITIS (4 juin 2017) :
- Hylopetes alboniger (Hodgson, 1836)
- Hylopetes bartelsi (Chasen, 1939)
- Hylopetes nigripes (Thomas, 1893)
- Hylopetes phayrei (Blyth, 1859)
- Hylopetes platyurus (Jentink, 1890)
- Hylopetes sagitta (Linnaeus, 1766)
- Hylopetes sipora Chasen, 1940
- Hylopetes spadiceus (Blyth, 1847)
- Hylopetes winstoni (Sody, 1949)